# I Fantastici 4 (videogioco 2005)
I Fantastici 4 (Fantastic Four) è un videogioco pubblicato nel 2005, ispirato all'omonimo film uscito nel medesimo anno, disponibile per Microsoft Windows e per le console PlayStation 2, Xbox, GameCube e Game Boy Advance. È stato pubblicato da Activision.

## Trama
Un incredibile incidente nello spazio trasformerà quattro esseri umani nella più originale squadra di supereroi mai esistita prima: Mr. Fantastic (Reed Richard), La Donna Invisibile (Sue Storm), La Torcia Umana (Johnny Storm) e La Cosa (Ben Grimm).

## Modalità di gioco
Il gioco è principalmente un beat 'em up in terza persona, con elementi di platform e rompicapo, giocabile sia in modalità giocatore singolo che cooperativa. I giocatori avanzano attraverso i livelli controllando uno o due membri dei Fantastici Quattro, affrontando nemici come robot, teppisti, creature sotterranee e alieni cosmici, e distruggendo oggetti. Ogni membro del gruppo ha abilità uniche:
- Mister Fantastic: Possiede la capacità di rendere il suo corpo super malleabile, permettendogli di allungarsi, contrarsi, deformarsi, espandersi, comprimersi o rimodellare la sua forma a piacimento. Può anche risolvere enigmi di hacking allineando anelli nei terminali.
- Donna Invisibile: Ha il potere di piegare la luce e diventare invisibile (completamente o parzialmente) a volontà. Inoltre, possiede capacità telecinetiche e la capacità di proiettare energia di forza dal suo corpo. Può sfruttare l'invisibilità per evitare le telecamere di sicurezza ed eliminare silenziosamente i nemici.
- Torcia Umana: È in grado di manipolare il fuoco e avvolgere il suo corpo nelle fiamme, resistendo alle alte temperature. Può volare, creare buchi nelle porte chiuse e lanciare palle di fuoco come attacco a distanza.
- La Cosa: Dotato di una forza incredibile e di un aspetto più resistente del diamante, Ben Grimm può trasportare facilmente oggetti pesanti e infliggere danni significativi ai nemici.

Sconfiggendo nemici e completando obiettivi, i giocatori guadagnano punti spendibili per potenziare gli attacchi dei personaggi, sbloccare artwork bonus, interviste al cast del film e biografie. Eseguendo combinazioni di tasti, si riempie una barra arancione che permette di eseguire una super mossa specifica per ogni personaggio: La Cosa esegue un potente attacco rotante, Mister Fantastic si trasforma in una ruota che danneggia tutto ciò che tocca, mentre la Donna Invisibile e la Torcia Umana eseguono un attacco a raggiera. Inoltre, un membro della squadra può potenziare un altro, ad esempio la Donna Invisibile può incapsulare Mister Fantastic in una bolla protettiva per un breve periodo.
Il gioco include cattivi e personaggi non presenti nel film del 2005, ispirati alle loro versioni Ultimate Universe, come la Yancy Street Gang, l'Uomo Talpa, il Burattinaio e Nick Fury. Boss come Horus, Diablo, Dragon Man, Blastaar e Annihilus richiedono il controllo dell'intera squadra. In ogni livello, i giocatori possono trovare gettoni "Segreti F4" nascosti, sbloccando arene per la modalità arena di combattimento e interviste bonus con Stan Lee e gli sviluppatori. Completare il gioco a determinate difficoltà sblocca due livelli bonus a Latveria, ambientati nella continuity dei fumetti. Un trucco sblocca un livello extra ambientato all'Inferno.
Tra i contenuti speciali, sono presenti interviste complete al cast del film e la possibilità di sbloccare le copertine storiche dei fumetti dei Fantastici Quattro.